# Chute de cheval

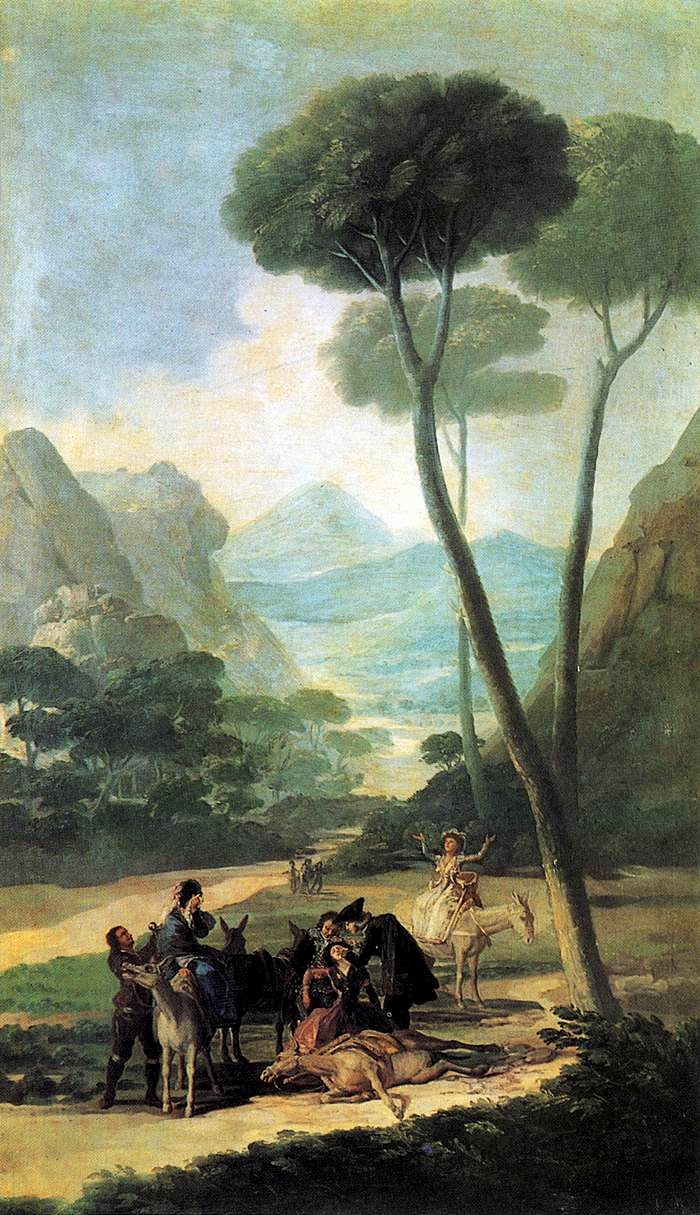
La Chute, tableau de Francisco de Goya représentant une chute de cheval.

Une chute de cheval est un accident au cours duquel une personne qui monte un cheval tombe de celui-ci. Elle peut être dangereuse pour le cavalier, en particulier s'il n'est pas protégé par un équipement spécifique tel qu'une bombe, mais aussi pour la monture, qui peut être déséquilibrée et se blesser en trébuchant.

### Pages connexes
- Catégorie:Mort causée par une chute de cheval